# Listă de scriitori tanzanieni
Aceasta este o listă de scriitori tanzanieni.
- Agoro Anduru (1948–1992)
- Mark Behr (1963– )
- Chachage Seithy Chachage (1955–2006)[1]
- Abdulrazak Gurnah (1948– )
- Ebrahim N. Hussein (1943– )
- Euphrase Kezilahabi (1944– )
- Freddy Macha (1955– )[2]
- Jacqueline Kibacha, poet.[3]
- Aniceti Kitereza (1896–1981)
- Amandina Lihamba (1944– )[4]
- Ismael R. Mbise
- Penina Mlama[5]
- Ben R. Mtobwa
- Sandra A. Mushi, poet.[6]
- Elvis Musiba ( –2010)[7]
- Godfrey Mwakikagile (1949–)
- Ras Nas
- Julius Nyerere (1922–1999)
- Peter Palangyo (1939–1993)
- Prince Kagwema (1931– )
- Hammie Rajab[8]
- Shaaban Robert (1909–1962)
- Gabriel Ruhumbika (1938– )
- Edwin Semzaba
- Robert Bin Shaaban (1902–1962), poet
- Shafi Adam Shafi[9]